# Chengdu J-7
Chengdu J-7 (歼-7, Ťien-7; Čcheng-tu J-7, třetí generace exportní verze značena F-7, v kódu NATO: "Fishcan") je jednomotorový stíhací letoun, který je čínskou kopií sovětského MiGu-21F-13.

## Vznik a vývoj

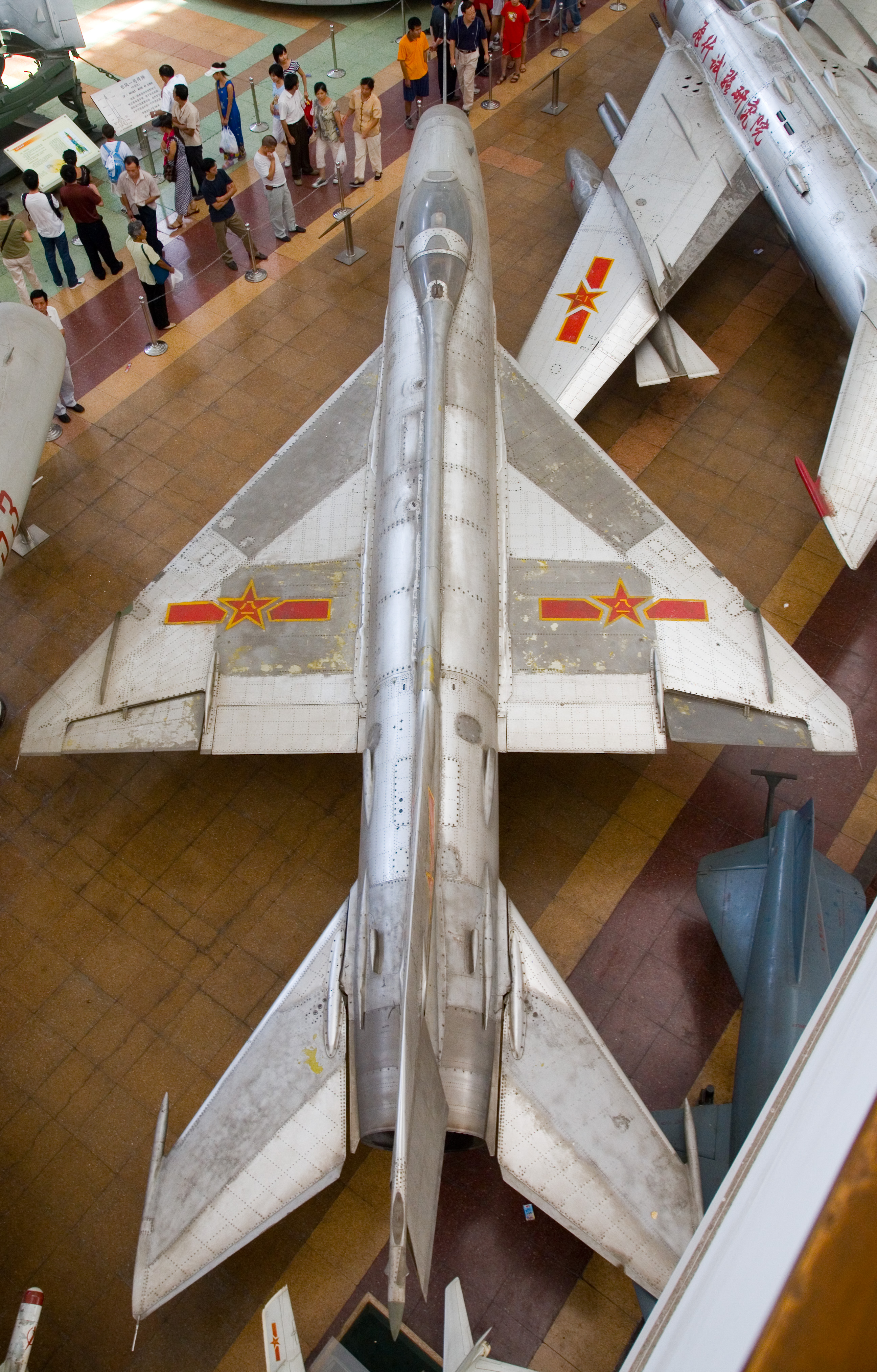
Pohled shora na J-7I

V roce 1961 se Sovětský svaz dohodl s Čínou na převodu technologie stíhacího letadla MiG-21F-13 včetně jeho proudového motoru R-11F-300. Následně bylo Číňanům předáno několik hotových stíhaček MiG-21F-13, soupravy dílů na výrobu několika dalších letadel a část technické dokumentace potřebné pro montáž těchto strojů. Ale ještě předtím než byla Číně předána kompletní dokumentace, začaly se vztahy mezi oběma státy zhoršovat, což vedlo ze strany SSSR ke zrušení licence a technické podpory.
Navzdory absenci sovětské vědecko-technické podpory a nekompletní dokumentaci se Čína počátkem roku 1964 rozhodla reverzním inženýrstvím sestrojit kopii MiGu-21. Přestože se čínští konstruktéři potýkali s obrovskými obtížemi, začátkem listopadu 1965 se jim podařilo dokončit výrobu prvního čínského MiGu-21F-13, který dostal označení J-7. Toto první letadlo bylo použito pouze pro statické zkoušky, jejichž výsledky se aplikovaly při výrobě druhého prototypu. Práce na jeho vývoji a montáži postupovaly poměrně rychle a 17. ledna 1966 začaly letové zkoušky nového J-7. V červnu 1967 byly letové zkoušky dokončeny, a to i přesto, že čínská kopie sovětského motoru R-11F-300, nazvaná WP-7, nebyla příliš spolehlivá.
Sériová výroba nových stíhaček začala v roce 1967, ale Čína v té době nutně potřebovala valuty. Proto bylo prvních 12 letounů pod označením F-7A prodáno Albánii a o rok později bylo dalších 15 dodáno Tanzanii. A přestože čínské letectvo zoufale potřebovalo moderní stíhací letadla, kulturní revoluce probíhající v té době způsobila, že výroba J-7 byla pozastavena.
První sériová výrobní varianta pro čínské letectvo vzlétla až v červnu 1976 a nesla označení J-7I. Hlavním rozdílem tohoto letadla ve srovnání s předprodukční verzí J-7 bylo, že hlavňová výzbroj stíhačky se skládala ne z jednoho, ale dvou kanónů ráže 30 mm. Ve verzi J-7I však byl nakonec vyroben jen omezený počet letadel a produkce byla brzy pozastavena z důvodu problémů s kvalitou.
Vzhledem k tomu, že čínské letectvo nutně potřebovalo moderní stíhací letouny, které by nahradily celé letky zastaralých stíhaček J-5 a J-6, byla výrobní linka J-7 na začátku 80. let znovu otevřena. Závod Čcheng-tu začal produkovat letadla ve vylepšené verzi J-7B (původně známého jako J-7II), jejíž prototyp byl dokončen v roce 1978. Konstruktéři rezignovali na systém regulace přívodu vzduchu a namísto toho použili jen stacionární centrální kužel. Očekávané snížení letových výkonů bylo kompenzováno modernizovaným motorem WP7B, jehož tah se zvýšil přibližně o 20%. Aby se zvýšil dolet stíhačky, byla vyvinuta nová externí palivová nádrž o objemu 720 litrů, která byla zavěšena na centrálním pylonu. Původní vystřelovací sedadlo "SK" bylo nahrazeno novým sedadlem "Typ 2", které umožňovalo pilotovi opustit letadlo při rychlostech od 250 km/h do 850 km/h. Výzbroj J-7B byla rozšířena o řízené protiletadlové střely krátkého doletu PL-2, které byly čínskou variantou sovětských R-3S. PL-2 měla dolet 10 km a dokázala sestřelit nepřátelskou stíhačku pouze ze zadní polosféry. Letadlo mělo pod každým křídlem jeden závěsný bod, mohlo tak nést dvojici raket vzduch-vzduch nebo volně padajících pum.
J-7B a jeho pozdější derivace byly v letech 1980 a 1990 vyráběné ve velkém počtu nejen pro čínské ozbrojené síly, ale i pro zahraniční zákazníky. Výroba trvala až do poloviny devadesátých let, kdy byla nahrazena výkonnější J-7E.
V letech 1991 až 1996 byla spuštěna sériová výroba verze J-7C (J-7III), která byla poháněna výkonnějším motorem WP-13. Letadlo bylo vybaveno novým vystřelovacím sedadlem Typ 4, které umožňovalo pilotovi katapultovat se při nízké rychlosti a nulové nadmořské výšce. Dvojice kanónů ráže 30 mm byla nahrazena kanóny ráže 23 mm. Pod křídly přibyl další pár závěsných bodů, čímž se jejich počet zvýšil na pět. Letoun tak mohl nést 1200 kg výzbroje a paliva v externích nádržích. Kromě PL-2 měla stíhačka integrované i modernější střely s infračerveným naváděním PL-5. Tato řízená střela dokázala zničit vzdušné cíle opět pouze ze zadní polosféry, ale její dolet se zvýšil na 16 - 18 km. Nejvýznamnějším vylepšením však byl palubní radiolokátor JL-7, který umožňoval detekci vzdušných cílů na vzdálenost 30 km a jejich automatické sledování na vzdálenost 15 km. Nešlo sice o převratné parametry, protože radar sovětského MiGu-29 nebo americké F-16A detekoval vzdušné cíle až na 70 km, ale z hlediska rozvoje schopností letadel J-7 šlo jednoznačně o pokrok.
V roce 1993 zavedlo čínské letectvo vylepšenou verzi označovanou jako J-7E. Stíhačka se od svých předchůdců lišila hlavně zvětšeným křídlem a výkonnějším motorem WP-7F. Obě tyto konstrukční změny umožnily mírně zlepšit letové charakteristiky stroje. Na dvojici vnějších závěsných bodů pod křídly mohly být zavěšeny externí palivové nádrže o objemu 480 litrů, čímž se zvýšil dolet stíhaček. Do výzbroje letadla přibyla nová protiletadlová střela s infračerveným naváděním PL-8. Šlo o licencovanou kopii izraelské střely Python-3, která již na rozdíl od PL-2 a PL-5 dokázala sestřelovat vzdušné cíle i z přední polosféry. J-7E byla opět vyzbrojena těžšími kanóny Typ-30-1 ráže 30 mm, přičemž každý měl palebný průměr 60 nábojů.
V roce 2004 zavedlo čínské letectvo verzi J-7G, ze které se do roku 2007 vyrobilo 48 kusů. Stíhačky jsou vybaveny radarem čínské výroby KLJ-6E, který je licenční kopií italského radaru Pointer-2500, vyvinutého na základě izraelského Elta Electronics EL/M-2001. Radiolokátor KLJ-6E je schopen sledovat cíle na pozadí země na vzdálenost 55 km. Pilot může cílit střely PL-8 pomocí přilbového zaměřovače, vyrobeného v Číně na základě ruské licence. Stíhačky jsou vybaveny i rádiovým výškoměrem, radarovým varovným systémem, výmetnicemi infračervených klamných cílů a transpondérem Typ III.

## Uživatelé

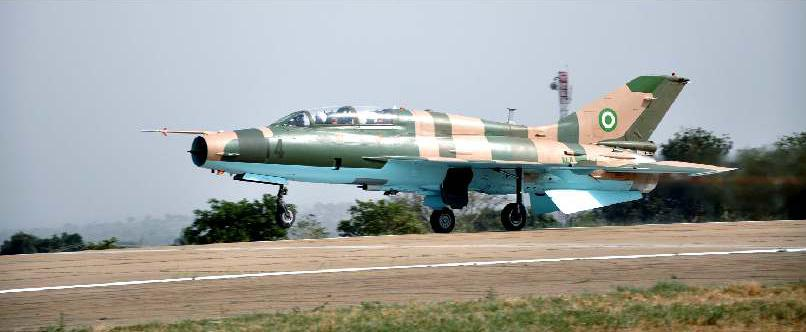
Nigerijský F-7NI.

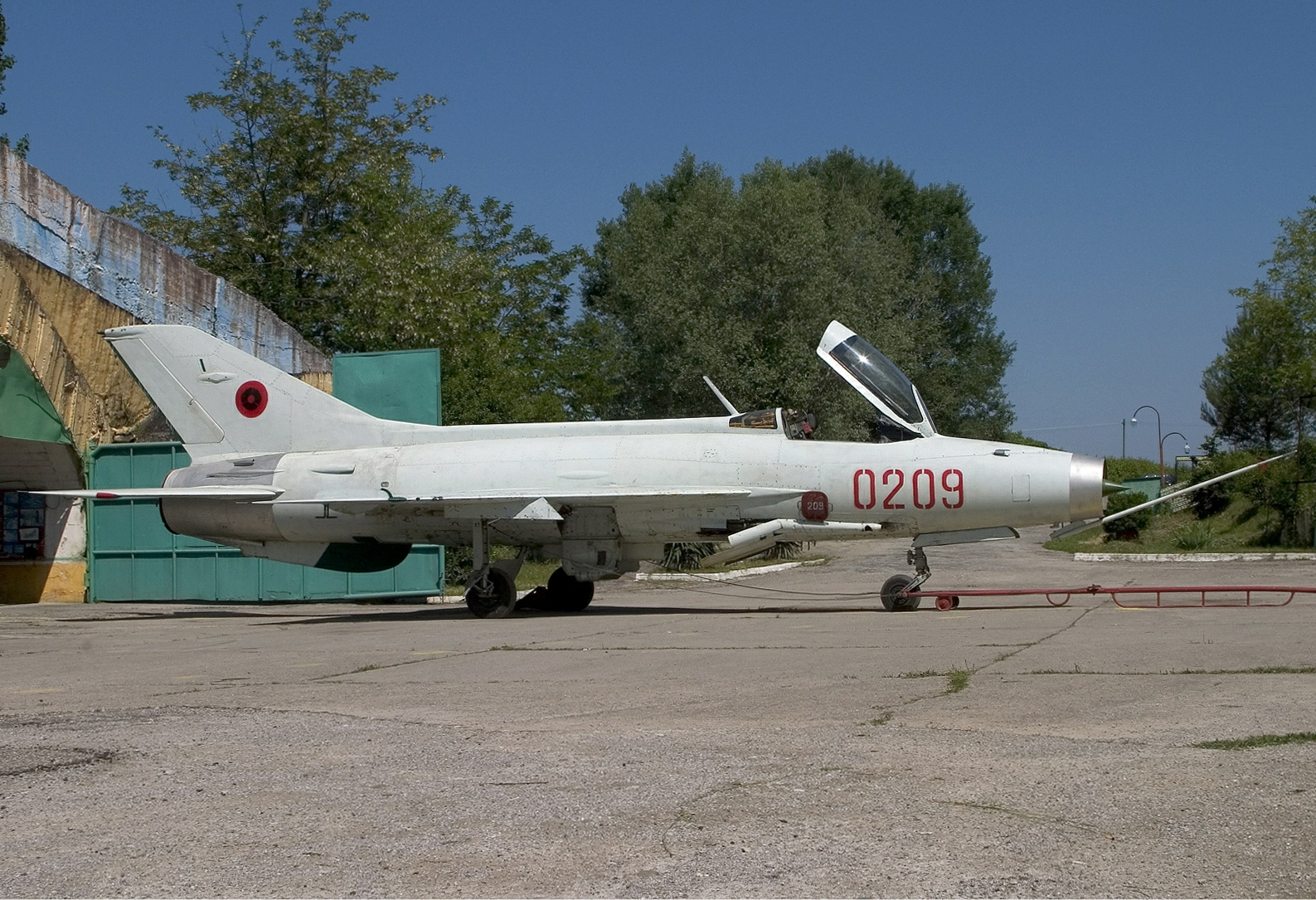
Chengdu F-7A albánského letectva

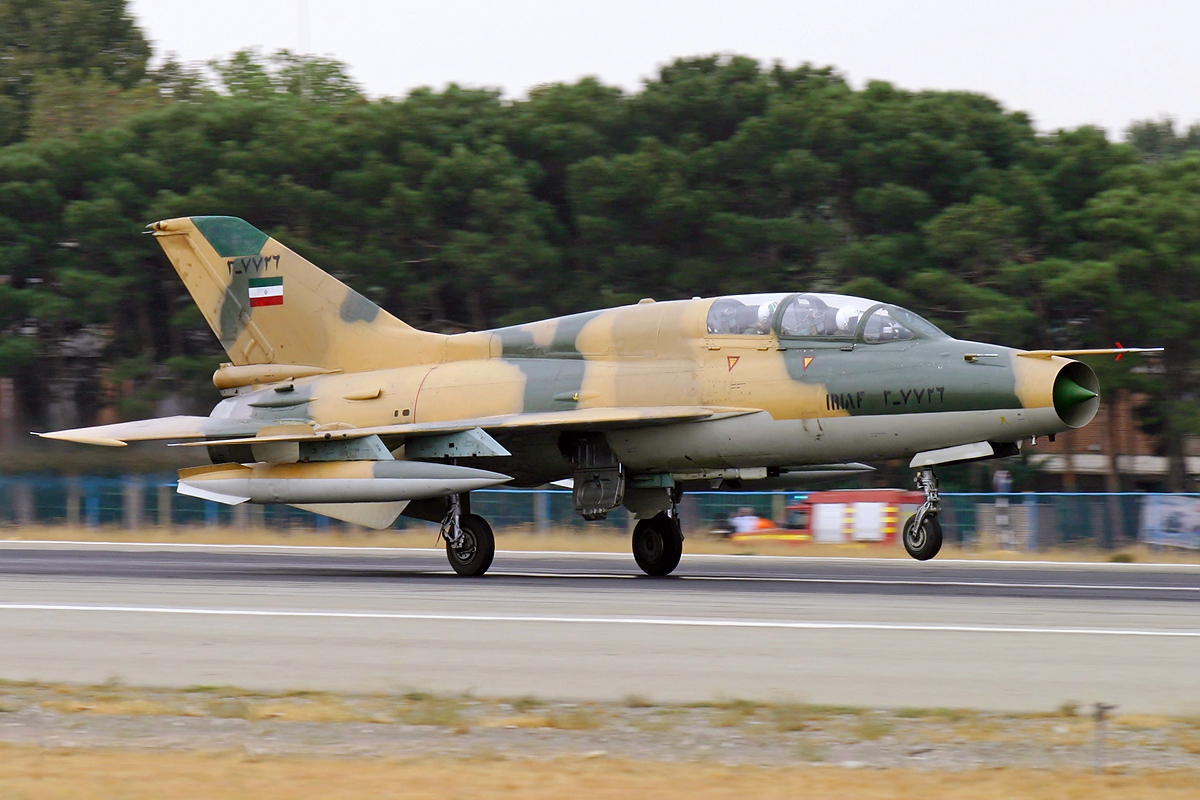
Íránský Chengdu J-7 přistává na letišti Mehrabád.

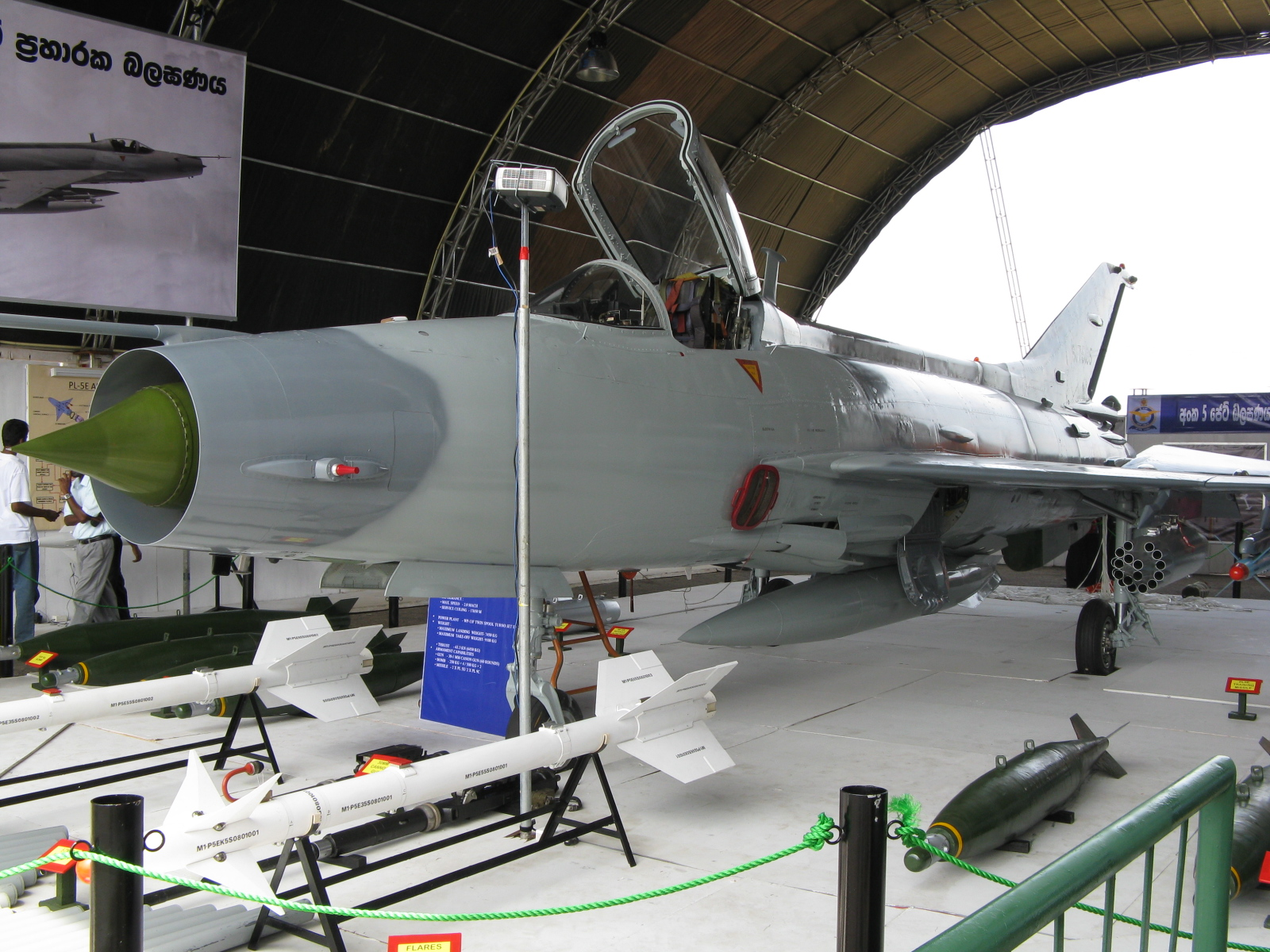
Chengdu F-7GS letectva Sri Lanky.

Bangladéš
Bangladéšské letectvo
 Čína
Letectvo Čínské lidové republiky
Námořní letectvo Čínské lidové republiky
 Egypt
Egyptské letectvo
 Írán
Íránské vojenské letectvo
 Severní Korea
Letectvo Korejské lidové armády
 Myanmar (Barma)
Myanmarské letectvo
 Namibie
Namibijské letectvo
 Nigérie
Nigerijské letectvo
 Pákistán
Pákistánské letectvo
 Srí Lanka
Srílanské letectvo
 Súdán
Súdánské letectvo
 Tanzanie
Tanzanské letectvo
 Zimbabwe
Zimbabwské letectvo

## Specifikace (J-7G)

### Technické údaje
- Posádka: 1
- Délka: 14,885 m
- Rozpětí: 8,32 m
- Výška: 4,103 m
- Hmotnost prázdného letounu: 5 292 kg
- Vzletová hmotnost: 7 540 kg
- Maximální vzletová hmotnost: 9100 kg
- Pohonná jednotka: 1 × Liyang (LMC) Wopen-13F s přídavným spalováním
  - Suchý tah 44.1kN
  - Tah při forsáži 66,7 kN

### Výkony
- Maximální rychlost: Mach 2.0
- Akční rádius:
  - 850 km (se dvěma střelami vzduch-vzduch a třemi externími palivovými nádržemi s objemem 720 litrů při rychlosti Mach 1,5)
  - 550 km (se dvěma pumami a třemi externími palivovými nádržemi s objemem 720 litrů)
- Dostup: 18 800 m
- Stoupavost: 195 m/s
- Maximální přetížení: -3,0/+ 8 g

### Výzbroj
- 2 × kanón Type 30-1 ráže 30 mm
- 5 závěsných bodů (4 x pod křídly, 1 x pod trupem) s nosností do 2 000 kg
  - Rakety vzduch-vzduch:
    - PL-8
    - PL-9

  - Rakety vzduch-zem:
    - Neřízené rakety ráže 55 mm nebo 90 mm

  - Pumy:
    - Neřízené pumy s hmotností 500 kg, 250 kg, 100kg, 50 kg[7]